# Alex Trebek
George Alexander Trebek, detto Alex (Greater Sudbury, 22 luglio 1940 – Los Angeles, 8 novembre 2020), è stato un conduttore televisivo canadese naturalizzato statunitense.

## Carriera
Nel 1984 iniziò a condurre il game-show Jeopardy!, grazie al quale nel 2014 entrò nel Guinness World Records per il maggior numero di puntate di un gioco televisivo condotte dalla stessa persona (6929). Presentò anche altri programmi di intrattenimento come The Wizard of Odds (1973-1974), Double Dare (1976-1977), High Rollers (1974-1980), Battlestars (1981-1982), Classic Concentration (1987-1991) e To Tell the Truth (1991).
Lavorò come attore in diverse serie tv, spesso con camei. Nel 1998 divenne cittadino statunitense. Inserito nella Hollywood Walk of Fame e nella Canada's Walk of Fame, vinse diversi Daytime Emmy Awards. Trebek è morto per un tumore al pancreas all'età di 80 anni.

## Curiosità
- Apparve in versione cartone animato nell'episodio Miracolo su Evergreen Terrace (decimo episodio della nona serie) de I Simpson e nell'episodio Il robot saputello (Total Jeopardy in lingua originale), quattordicesimo episodio della serie 2 di Scooby-Do and Guess Who? (2020).